# Szpital Kliniczny im. ks. Anny Mazowieckiej w Warszawie

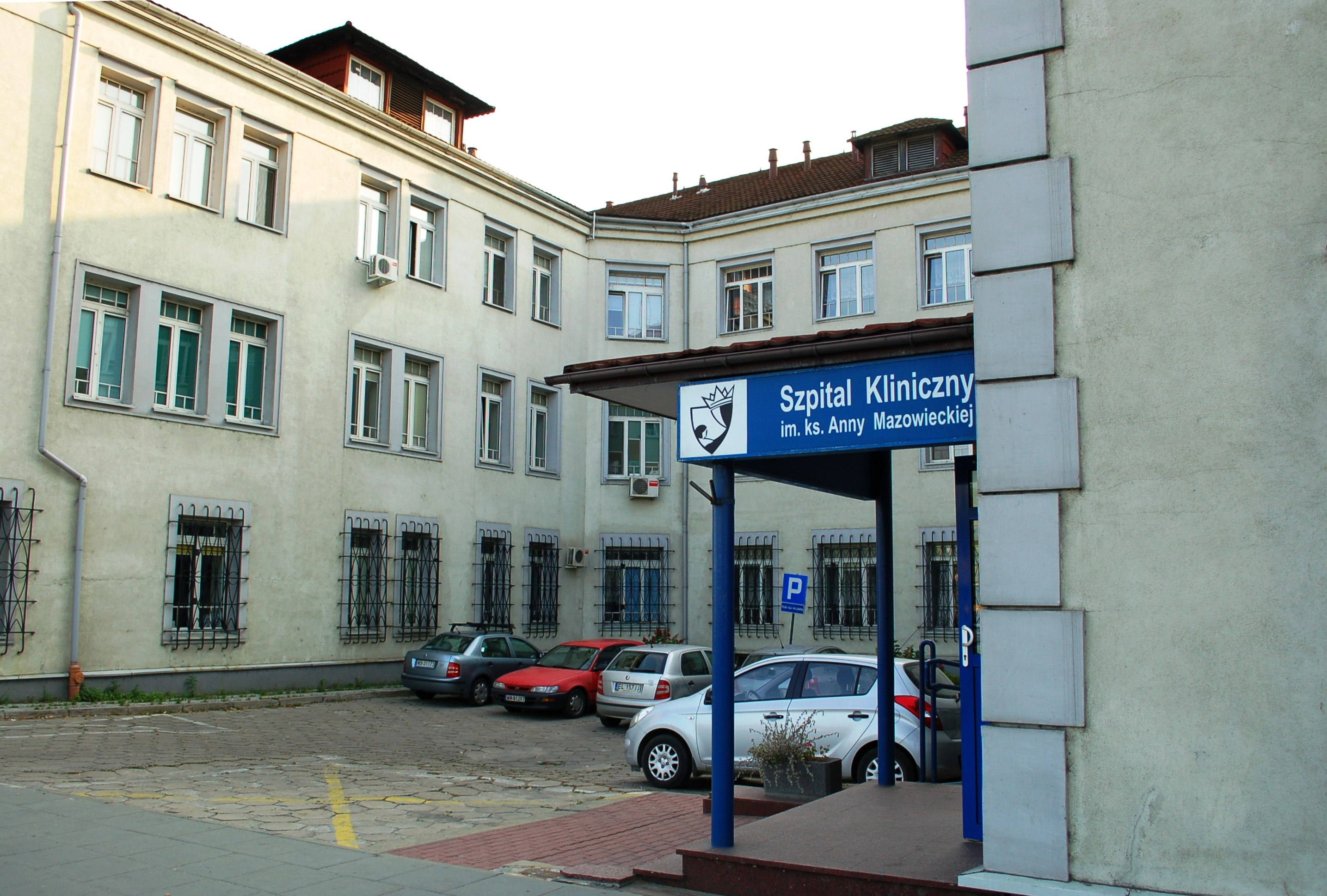
Szpital od strony ul. Wybrzeże Kościuszkowskie

Szpital Kliniczny im. ks. Anny Mazowieckiej – szpital znajdujący się przy ulicy Karowej 2 w Warszawie.

## Historia
Szpital został utworzony 15 grudnia 1912 roku. Powstał w intencji księcia Aleksego Nikołajewicza Romanowa i pierwotnie nosił imię cesarzowej Aleksandry Fiodorowny, żony cara Mikołaja II Romanowa. Początkowo był to dom porodowy dla samotnych panien i określano go jako Warszawski zakład położniczy. Usytuowany był na rogu ul. Karowej 2 i Nabrzeżnej, do której przylegał, a z pozostałych trzech stron otoczony był ogrodem. Budynek oraz rozmieszczenie pomieszczeń zaprojektowali: architekt Kazimierz Skórewicz i lekarz naczelny zakładu W. Popiel. Administracją i sprawami gospodarczymi zarządzał komitet, w którego skład wchodzili m.in. wiceprezydent miasta, naczelnik wydziału szpitalnego, inspektor szpitali. 
Budynek zbudowany był na planie czworoboku z wewnętrznym podwórzem gospodarczym (16x16 m) oraz klombem pośrodku. Posiadał dwa piętra, a razem z suterynami i poddaszem - 5 kondygnacji. W suterynach mieściły się kotłownie, oddział wentylacji oraz piwnice. Na parterze budynku zlokalizowane były pojedyncze pokoje, a na pierwszym piętrze sale ogólne. Natomiast drugie piętro było przeznaczone dla zarządu, lekarzy i pomieszczeń gospodarczych (m.in. kuchnia i pralnia). Poddasze zajmowały m.in. motory elektrycznych wind i urządzenia instalacyjne. Szpital zaplanowany był na przyjęcie od 72 do 100 pacjentek. 
W budynku zainstalowanych było pięć wind elektrycznych (1 osobowa, 4 ciężarowe). Sale chorych i inne pomieszczenia zabiegowe miały wysokość 4 m 10 cm. Na każdym piętrze znajdowało się kilka pomieszczeń z ubikacjami i wannami. W szpitalu znajdowało się 320 lamp, w tym przedsionek i sale operacyjne oświetlały po trzy lampy składające się 500 świec, a szkołę położniczą - cztery. W salach chorych zainstalowano oświetlenie boczne. Dodatkowo w całym budynku znajdowały się specjalne lampy nocne.
Szpital ogrzewany był za pomocą wodnego centralnego ogrzewania. Składały się na nie dwa kotły, był jeszcze trzeci ale on służył do zaopatrywania budynku w gorącą wodę (8 tys. litrów na dobę). Dodatkowo rezerwę do ciepłej wody stanowił 500 litrowy kocioł zlokalizowany w kuchni i ogrzewany przez ognisko kuchenne. Dolna Sala operacyjna ogrzewana była za pomocą kaloryferów i zamontowanych pod podłogą 5 rur radiatorów. Natomiast w górnej sali operacyjnej zastosowano nowatorskie ogrzewanie - po raz pierwszy zamontowano tam ogrzewanie przez ściany.
Komunikacja wewnętrzna odbywała się przy udziale dzwonków i numeratorów. W budynku zainstalowano także 3 stacje telefonu miejskiego i 11 wewnętrznych aparatów telefonicznych.
Na personel szpitala składali się: lekarz naczelny, jego pomocnik, lekarz miejscowy, czterech ordynatorów, asystenci, starsza akuszerka, pomocnice akuszerki, pielęgniarki i 15 pracowników gospodarczych. 
W 1921 roku dobudowano nowe skrzydło, a w latach 1924-1925 - kolejne pawilony. W 1925 roku szpitalowi nadano imię Anny księżnej Mazowieckiej. W 1928 roku po raz kolejny rozbudowano budynek. W 1933 roku mógł on pomieścić 98 pacjentek i 80 niemowląt. Mieściła się w nim też Warszawska Miejska Szkoła Położnych. 
Ordynatorzy (m.in.)
- 1925–1928 - Franciszek Ksawery Cieszyński (ur. 2 grudnia 1892, zm. 7 kwietnia 1965) - absolwent Uniwersytetu Berlińskiego (1918), pediatra, autor publikacji medycznych, wykładowca w Warszawskiej Miejskiej Szkole Położnych
- 1928–1938 - Stanisław Chełmecki (1889-1943) - absolwent Uniwersytetu Jagiellońskiego (1913), w latach 1924-1928 asystent w Szpitalu im. ks. Anny Mazowieckiej, następnie ordynator, a w latach 1938–1943 - dyrektor
- Władysław Staniszewski (ur. 1865)
- Ludwik Bryndza-Nacki (1877–1962)

Wybuch II wojny światowej nie przerwał pracy szpitala, nadal pełnił on funkcje opiekuńczo-lecznicze i prowadził Szkołę dla Położnych. Po wybuchu powstania warszawskiego pacjentki przeniesiono do kościoła pokarmelickiego przy Krakowskim Przedmieściu, a lekarzy i położne do szpitali powstańczych.
W 1945 roku w okolicy szpitala został umieszczony drewniany most wysokowodny przez Wisłę. Wówczas też ustawiono w ogrodzie baterie dział przeciwlotniczych. Natomiast w opustoszałym budynku ulokowano Wojskową Komendę Miasta. 
W 1949 roku wznowiono pracę szpitala pod nazwą Miejski Szpital Położniczy nr 2. W 1955 roku uzyskał on status szpitala klinicznego. W 1960 roku odbyła się uroczystość położenia kamienia węgielnego pod budowę nowego budynku szpitalnego, który oddano do użytku w 1964 r. Był to drugi szpital w Polsce (po Gdańsku) i pierwszy w Warszawie, który wprowadził system rooming-in. Był to też pierwszy szpital w Polsce, w którym zastosowano podczas porodu próżnociąg położniczy. Zaczęto tu także wykorzystywać w położnictwie i ginekologii aparat ultrasonograficzny - metodę tę stosowało jedynie kilka placówek na świecie. W 1965 roku prof. Ireneusz Roszkowski testował tu pierwszy polski ultrasonograf UG-1. Utworzono tu pierwszą w stolicy pracownię patomorfologii ginekologicznej, cytogenezy oraz pierwszy w Polsce oddział Patologii Ciąży. Odbyła się tu pierwsza w Polsce operacja ginekologiczna z wykorzystaniem lasera oraz pierwsze badania polikardiografem (czynność serca płodu). 
W latach 70. XX wieku w związku ze złym stanem technicznym budynków wymieniono część podłogi oraz stropów jednak to nie wystarczyło i stan budynków nadal zagrażał bezpieczeństwu osób w nich przebywających. Okazało się, że szpital został zbudowany na dawnym wysypisku śmieci. W 1975 roku z połączenia szpitala z placówką przy ulicy Starynkiewicza powstał Instytut Położnictwa i Ginekologii. W 1979 roku zamknięto szpital przy ul. Karowej. Personel przeniesiono do kliniki przy pl. Starynkiewicza, szpitala Bródnowskiego i Bielańskiego. Na początku lat 80. XX wieku rozpoczęto remont Szpitala Klinicznego im. ks. Anny Mazowieckiej.
W 1982 roku wzmocniono mury, wymieniono instalacje, zmieniono wanny na prysznice oraz powiększono liczbę łazienek. 17 stycznia 1983 roku zaczęło działać ambulatorium. 8 lutego tego samego roku przyjęto pierwsze po remoncie pacjentki. Nadal nie działało zaplecze diagnostyczne i część gospodarcza (m.in. posiłki dowożono ze Szpitala Klinicznego Dzieciątka Jezus przy ul. Lindleya. 
1 stycznia 1989 roku zmieniono nazwę placówki na Szpital Kliniczny nr 2. Kilka lat później szpitalowi przywrócono imię patronki - księżnej Anny Mazowieckiej. W 1998 roku uruchomiono Oddział Onkologii Ginekologicznej, a w kwietniu 1999 roku - Oddział Intensywnej Terapii Noworodka. W 2001 roku Ministerstwo Zdrowia przekazało szpital Akademii Medycznej. W październiku 2002 roku utworzono Klinikę Neonatologii (od stycznia 2008 roku jest to Kliniki Neonatologii i Intensywnej Terapii Noworodka). 
W 1999 roku ukończono remont oddziału Ginekologii Operacyjnej i zmodernizowano Blok Porodowy oraz oddział Patologii Ciąży I. W tym samym roku przeniesiono ze szpitala przy pl. Starynkiewicza Klinikę Endokrynologii Ginekologicznej. W kolejnych latach zmodernizowano oddział Położniczy i Endokrynologiczny, Patologii Noworodka i Blok Operacyjny, a w 2005 roku oddział Patologii Ciąży II. W 2005 roku otwarto oddział Mikroinwazyjnej Chirurgii Ginekologicznej i Pracownię Dziagnostyki Obrazowej. W 2006 roku uruchomiono Centralną Sterylizatornia, a w 2008 Dzienny Oddział Rehabilitacji Niemowląt.
W 2008 roku kierownikiem szpitala został prof. Roman Smolarczyk. 
Kierownikami kliniki byli m.in.
- 1951–1955 – prof. Wilhelm Sowiński
- 1955–1979 – prof. Ireneusz Roszkowski
- 1982–1999 – prof. Jadwiga Kuczyńska-Sicińska
- od 1999 – prof. Krzysztof Czajkowski

## Nagrody i wyróżnienia
- 2004, 2008 - Teraz Polska dla usługi Opieka nad matką i noworodkiem
- Przedsiębiorstwo Fair Play (trzy razy)
- Polski Sukces (cztery razy), czterokrotnie konkursu na
- Mazowiecka Firma Roku (cztery razy)
- Bezpieczny Szpital (trzy razy)
- Perła Polskiej Medycyny w kategorii Szpitale Monospecjalistyczne (trzy razy)